# ويلهلم مارتن
ويلهلم مارتن (بالهولندية: Wilhelm Martin)‏ هو مؤرخ الفن هولندي، ولد في 20 يونيو 1876 في كفاكنبروك في ألمانيا، وتوفي في 10 مارس 1954 في لاهاي في هولندا.